# Erik Adielsson
Erik Olof Adielsson, född 25 november 1974 i Hyby i Malmöhus län, är en svensk travkusk. Sedan 2006 är han förstekusk hos Stig H. Johansson och sedan 2013 även förstekusk åt Svante Båth. Han har kört hästar som  Digger Crown, Victory Tilly, Citation, Joke Face, Quid Pro Quo, On Track Piraten, Nadal Broline, Diamanten, Attraversiamo, Lome Brage, Ecurie D. och Uza Josselyn. Han har utsetts till "Årets Kusk" vid Hästgalan tre gånger (2001, 2002 och 2010).
Tillsammans med Jennifer Tillman var han en av tränarna i tv-programmet Stjärnkusken som sändes på TV4 under 2015 och 2017.

## Karriär
Adielsson tillhör elitskiktet bland Sveriges och världens travkuskar. I juni 2019 passerade han 5 000 segrar. Har totalt kört ca 30 000 tävlingslopp. Drygt 700 miljoner kronor inkört åt hästägarna.  
Han körde sitt första travlopp i juli 1992 och vann sitt första travlopp den 29 december 1992 med Mirandas Pride på Jägersro. Första V75-segern kom med Blaze of Glory på Åbytravet i januari 1994. Han har sedan dess vunnit Allsvenska körsvensligan tre gånger, V75-ligan samt kuskchampionat på bland annat Solvalla och Jägersro. Han har tilldelats travjournalisternas pris "Årets Kusk" vid den svenska Hästgalan tre gånger (2001, 2002 och 2010). 
Han har representerat Sverige i VM för kuskar, World Driving Championship två gånger, 2003 i Kanada och 2005 i Italien. Båda två gångerna slutade med silvermedaljer.
Den 28 januari 2007 deltog Adielsson för första gången i världens största travlopp Prix d'Amérique på Vincennesbanan utanför Paris i Frankrike. Han körde hästen Mara Bourbon och de slutade oplacerade.
Adielsson körde On Track Piraten i dennes historiska seger i Stig Lindmarks Styrkeprov den 6 oktober 2018 på Skellefteå travbana. Segern innebar att On Track Piraten tog sin 28:e seger inom rikstoton i karriären, och att han därmed gick om Callit som den häst som tagit flest antal rikstotsegrar i Sverige.
Den 31 maj 2020 segrade Adielsson tillsammans med Ecurie D. i Fyraåringseliten på Solvalla på tiden 1.09,2 över 1640 meter, vilket var nytt svenskt rekord.
Han är trea i Maratontabellen över flest antal segrar på V75 genom tiderna efter Örjan Kihlström och Stig H Johansson.
2024 blev Erik Adielsson invald i svensk travsports Hall of Fame.
14 januari 2025 så gick Svensk Travsport ut med att Erik Adielsson blir ny domarchef. Det innebar också att Erik Adielsson, åtminstone för stunden, slutar som kusk.

## Segrar i större lopp

### Grupp 1-lopp
| År   | Lopp                                       | Häst            | Tränare                                                                                                  |
| ---- | ------------------------------------------ | --------------- | --- |
| 1998 | Olympiatravet                              | Rival Damkaer   | Tommy Strandqvist                                                                                        |
| 1998 | E3-final (långa), ston                     | Montana Chill   | Tomas Malmqvist                                                                                          |
| 1998 | E3-final (korta), ston                     | Montana Chill   | Tomas Malmqvist                                                                                          |
| 1998 | Gran Premie Città di Montecatini           | Louise Laukko   | Anders Lindqvist                                                                                         |
| 2000 | Drottning Silvias Pokal                    | Sweet As Candy  | Lars-Eric Magnusson                                                                                      |
| 2000 | E3-final (långa), ston                     | Ezamble         | Tommy Hanné                                                                                              |
| 2000 | Derbystoet                                 | Miss Pilaar     | Stig H. Johansson                                                                                        |
| 2001 | Stochampionatet                            | Volita du Ling  | Tommy Hanné                                                                                              |
| 2005 | Sprintermästaren                           | Profit Ås       | Kari Lähdekorpi                                                                                          |
| 2005 | Svenskt Trav-Oaks                          | Electra Skift   | Stig H. Johansson                                                                                        |
| 2005 | Premio Orsi Magnelli Filly                 | Le Reve         | Svend Dyhrberg                                                                                           |
| 2006 | Drottning Silvias Pokal                    | Lotuschic       | Stig H. Johansson                                                                                        |
| 2006 | Oslo Grand Prix                            | Mara Bourbon    | Jean Pierre Dubois                                                                                       |
| 2006 | Hugo Åbergs Memorial                       | Citation        | Stig H. Johansson                                                                                        |
| 2007 | E3-final (långa), hingstar/valacker        | Artistic Ås     | Stig H. Johansson                                                                                        |
| 2007 | Sprintermästaren                           | Naughty Nunu    | Stig H. Johansson                                                                                        |
| 2007 | Norrbottens Stora Pris                     | Digger Crown    | Stig H. Johansson                                                                                        |
| 2007 | Jubileumspokalen                           | Citation        | Stig H. Johansson                                                                                        |
| 2008 | Derbystoet                                 | Bobtail         | Stig H. Johansson                                                                                        |
| 2008 | Breeders' Crown, 4-åriga ston              | Bobtail         | Stig H. Johansson                                                                                        |
| 2008 | Breeders' Crown, 3-åriga ston              | Caddie Dream    | Stig H. Johansson                                                                                        |
| 2009 | Konung Gustaf V:s Pokal                    | Knockout Rose   | Stig H. Johansson                                                                                        |
| 2009 | Grosser Preis von Deutschland              | Nu Pagadi       | Stig H. Johansson                                                                                        |
| 2010 | Konung Gustaf V:s Pokal                    | Sebastian K.    | Lutfi Kolgjini                                                                                           |
| 2010 | Copenhagen Cup                             | Nu Pagadi       | Stig H. Johansson                                                                                        |
| 2010 | Jubileumspokalen                           | Nu Pagadi       | Stig H. Johansson                                                                                        |
| 2010 | Svenskt Travderby                          | Joke Face       | Lutfi Kolgjini                                                                                           |
| 2011 | Hugo Åbergs Memorial                       | Lavec Kronos    | Lutfi Kolgjini                                                                                           |
| 2011 | Sundsvall Open Trot                        | Joke Face       | Lutfi Kolgjini                                                                                           |
| 2012 | Suur-Hollola-loppet                        | Up-Date Hoss    | Stig H. Johansson                                                                                        |
| 2012 | Gran Premio Orsi Mangelli                  | Quid Pro Quo    | Svante Båth                                                                                              |
| 2014 | Konung Gustaf V:s Pokal                    | Poochai         | Svante Båth                                                                                              |
| 2014 | Sundsvall Open Trot                        | Quid Pro Quo    | Svante Båth                                                                                              |
| 2015 | Europeiskt championat för ston             | Youana          | Catharina Johansson                                                                                      |
| 2015 | Svenskt Travderby                          | Conlight Ås     | Svante Båth                                                                                              |
| 2016 | Europeiskt championat för ston             | Anna Mix        | Sofia Aronsson                                                                                           |
| 2016 | Breeders' Crown, 3-åriga ston              | Rhyme Broline   | Svante Båth                                                                                              |
| 2016 | Svenskt Travkriterium                      | Deimos Racing   | Svante Båth                                                                                              |
| 2016 | Svensk Uppfödningslöpning                  | Coin Perdu      | Svante Båth                                                                                              |
| 2017 | E3-final (långa), hingstar/valacker        | Coin Perdu      | Svante Båth                                                                                              |
| 2017 | E3-final (korta), ston                     | Calamara's Girl | Svante Båth                                                                                              |
| 2017 | Svenskt Trav-Oaks                          | Candy la Marc   | Lars Marcussen                                                                                           |
| 2017 | Svensk Uppfödningslöpning                  | Global Welcome  | Svante Båth                                                                                              |
| 2018 | E3-final (långa), hingstar/valacker        | Attraversiamo   | Svante Båth                                                                                              |
| 2018 | Ulf Thoresens Minneslopp                   | Diamanten       | Stig H. Johansson                                                                                        |
| 2018 | E3-final (korta), ston                     | No Matter       | Svante Båth                                                                                              |
| 2018 | Breeders' Crown, 3-åriga hingstar/valacker | Global Welcome  | Svante Båth                                                                                              |
| 2019 | Europeiskt championat för ston             | Uza Josselyn    | René Aebischer                                                                                           |
| 2019 | Svenskt Travderby                          | Attraversiamo   | Svante Båth                                                                                              |
| 2020 | E3-final (långa), ston                     | Barbro Kronos   | Svante Båth                                                                                              |
| 2020 | E3-final (korta), hingstar/valacker        | Hennessy Am     | Kim Pedersen                                                                                             |
| 2021 | Europeiskt championat för ston             | Miracle Tile    | Kristian Malmin                                                                                          |
| 2021 | Sundsvall Open Trot                        | Very Kronos     | Svante Båth                                                                                              |
| 2023 | Drottning Silvias Pokal                    | Joviality       | Sabine Kagebrant                                                                                         |
| 2023 | Svenskt Travderby                          | Joviality       | Sabine Kagebrant                                                                                         |
| 2023 | E3-final (korta), ston                     | A Teaser        | Mattias Djuse                                                                                            |
| 2023 | Breeders' Crown, 3-åriga hingstar/valacker | Stens Rubin     | Johan Untersteiner                                                                                       |
| 2024 | Drottning Silvias Pokal                    | Karaboudjan     | Adrian Kolgjini                                                                                          |
| 2024 | Sprintermästaren                           | Crown           | Daniel Redén - Wikimedia Commons har media som rör Erik Adielsson. - Erik Adielsson hos Svensk Travsport |